# (276) Adelheid
(276) Adelheid ist ein Asteroid des äußeren Hauptgürtels, der am 17. April 1888 vom österreichischen Astronomen Johann Palisa an der Universitätssternwarte Wien entdeckt wurde.
Es ist kein Bezug dieses Namens zu einer Person oder einem Ereignis bekannt.

## Wissenschaftliche Auswertung
Aus Ergebnissen der IRAS Minor Planet Survey (IMPS) wurden 1992 Angaben zu Durchmesser und Albedo für zahlreiche Asteroiden abgeleitet, darunter auch (276) Adelheid, für die damals Werte von 121,6 km bzw. 0,05 erhalten wurden. Mit einer hochaufgelösten Aufnahme mit dem Adaptive Optics (AO)-System am Teleskop II des Keck-Observatoriums auf Hawaiʻi im Infraroten vom 30. Juni 2005 konnte ein äquivalenter Durchmesser von 104 ± 12 km abgeleitet werden. Eine Auswertung von Beobachtungen durch das Projekt NEOWISE im nahen Infrarot führte 2011 zu vorläufigen Werten für den Durchmesser und die Albedo im sichtbaren Bereich von 102,7 km bzw. 0,06. Nachdem die Werte nach neuen Messungen mit NEOWISE 2012 auf 98,0 km bzw. 0,07 geändert worden waren, wurden sie 2014 auf 114,7 km bzw. 0,05 korrigiert. Nach der Reaktivierung von NEOWISE im Jahr 2013 und Registrierung neuer Daten wurden die Werte 2015 zunächst mit 156,5 km bzw. 0,03 angegeben und dann 2016 korrigiert zu 106,2 oder 121,7 km bzw. 0,06 oder 0,04, diese Angaben beinhalten aber alle hohe Unsicherheiten. Eine Untersuchung von 2020 bestimmte aus drei Sternbedeckungen durch (276) Adelheid einen Durchmesser von 121,3 ± 5,0 km.
Photometrische Messungen des Asteroiden fanden erstmals statt vom 21. bis 24. März 1982 am La-Silla-Observatorium in Chile. Obwohl eine veränderliche Helligkeit registriert wurde, konnten die Daten nicht zu einer Rotationsperiode ausgewertet werden. Dies gelang bei Messungen vom 22. Oktober bis 20. November 1984 an der Anderson Mesa Station des Lowell-Observatoriums in Arizona. Aus der aufgezeichneten Lichtkurve mit geringer Amplitude wurde eine Rotationsperiode von 6,32 h abgeleitet. Nach neuen Beobachtungen am La-Silla-Observatorium wurde 1992 eine Rotationsperiode von 6,328 h veröffentlicht und auch weitere Messungen vom 23. Februar bis 5. März 1992 am gleichen Ort führten zu einer Periode von 6,33 h.
Photometrische Beobachtungen am 26. und 27. November 2000 am Astronomischen Observatorium Yunnan in China wurden zu einer Rotationsperiode von 6,29 h ausgewertet., ähnliche Ergebnisse lieferten auch Messungen vom 13. bis 22. Juni 2004 während vier Nächten am Carbuncle Hill Observatory in Rhode Island (abgeleitete Periode 6,315 h) sowie vom 18. bis 26. August 2005 am Universidad de Monterrey Observatory in Mexico (abgeleitete Periode 6,315 h).
Vom August 2000 bis Oktober 2006 erfolgten während 19 Nächten Beobachtungen am Observatorium Borówiec in Polen und am Observatoire de Saint-Véran auf dem Pic de Château-Renard in Südfrankreich. Aus den detaillierten Lichtkurven wurde in einer Untersuchung von 2007 eine Rotationsperiode von 6,319 h gefunden. Außerdem wurden unter Verwendung aller verfügbarer Daten zwei alternative Positionen für die Rotationsachse mit retrograder Rotation und ein Gestaltmodell bestimmt. Aus der Auswertung von Beobachtungsdaten einer Bedeckung des Sterns 12. Größe UCAC2 32652342 durch (276) Adelheid am 9. März 2002 konnte keine der beiden zuvor bestimmten Rotationsachsen eindeutig ausgeschlossen werden.
Am 25. November und 9. Dezember 2017 erfolgten noch einmal photometrische Beobachtungen des Asteroiden am UnderOak Observatory in New Jersey und am Desert Bloom Observatory in Arizona. Für die Rotationsperiode wurden daraus 6,320 h abgeleitet. Aus archivierten Daten des Asteroid Terrestrial-impact Last Alert System (ATLAS) aus dem Zeitraum 2015 bis 2018 konnte in einer Untersuchung von 2022 mit der Methode der konvexen Inversion eine Rotationsperiode von 6,3192 h bestimmt werden.